# نیو تاون (ادینبرو)
نیو تاون (به انگلیسی: New Town) یک منطقهٔ مسکونی در بریتانیا است که در ادینبرا واقع شده‌است.